# NÖ Open 2021
Il NÖ Open 2021 è stato un torneo maschile tennis professionistico. È stata la 1ª edizione del torneo, facente parte della categoria Challenger 100 nell'ambito dell'ATP Challenger Tour 2021, con un montepremi di 88 520 €. Si è svolto dal 6 al 12 settembre 2021 sui campi in terra rossa del Tennisclub Tulln di Tulln an der Donau, in Austria.

## Partecipanti

### Teste di serie
| Nazionalità          | Giocatore        | Ranking* | Testa di serie |
| -------------------- | ---------------- | -------- | -------------- |
| Italia               | Marco Cecchinato | 81       | 1              |
| Rep. Ceca            | Jiří Veselý      | 90       | 2              |
| Brasile              | Thiago Monteiro  | 93       | 3              |
| Polonia              | Kamil Majchrzak  | 114      | 4              |
| Slovacchia           | Jozef Kovalík    | 118      | 5              |
| Bosnia ed Erzegovina | Damir Džumhur    | 120      | 6              |
| Austria              | Dennis Novak     | 125      | 7              |
| Francia              | Hugo Gaston      | 127      | 8              |

* Ranking al 30 agosto 2021.

### Altri partecipanti
I seguenti giocatori hanno ricevuto una wild card per il tabellone principale:
- Gerald Melzer
- Filip Misolic
- Lukas Neumayer

I seguenti giocatori sono entrati in tabellone come alternate:
- Johannes Härteis
- Lucas Miedler

I seguenti giocatori sono passati dalle qualificazioni:
- Benjamin Hassan
- Uladzimir Ihnacik
- Matteo Martineau
- Neil Oberleitner

## Campioni

### Singolare
Mats Moraing ha sconfitto in finale  Hugo Gaston con il punteggio di 6–2, 6–1.

### Doppio
Dustin Brown /  Andrea Vavassori hanno sconfitto in finale  Rafael Matos /  Felipe Meligeni Alves con il punteggio di 7–6(5), 6–1.